# تنوفوویر/امتریسیتابین
تنوفوویر/امتریسیتابین (به انگلیسی: Tenofovir/emtricitabine) با علامت تجاری ترووادا (به انگلیسی: Truvada) یک ترکیبی با دوز ثابت از دو داروی ضد ویروسی است که برای درمان اچ‌آی‌وی استفاده می‌شود. ۳۰۰ میلی گرم از تنوفوویر و ۲۰۰ میلی گرم از امتریسیتابین.

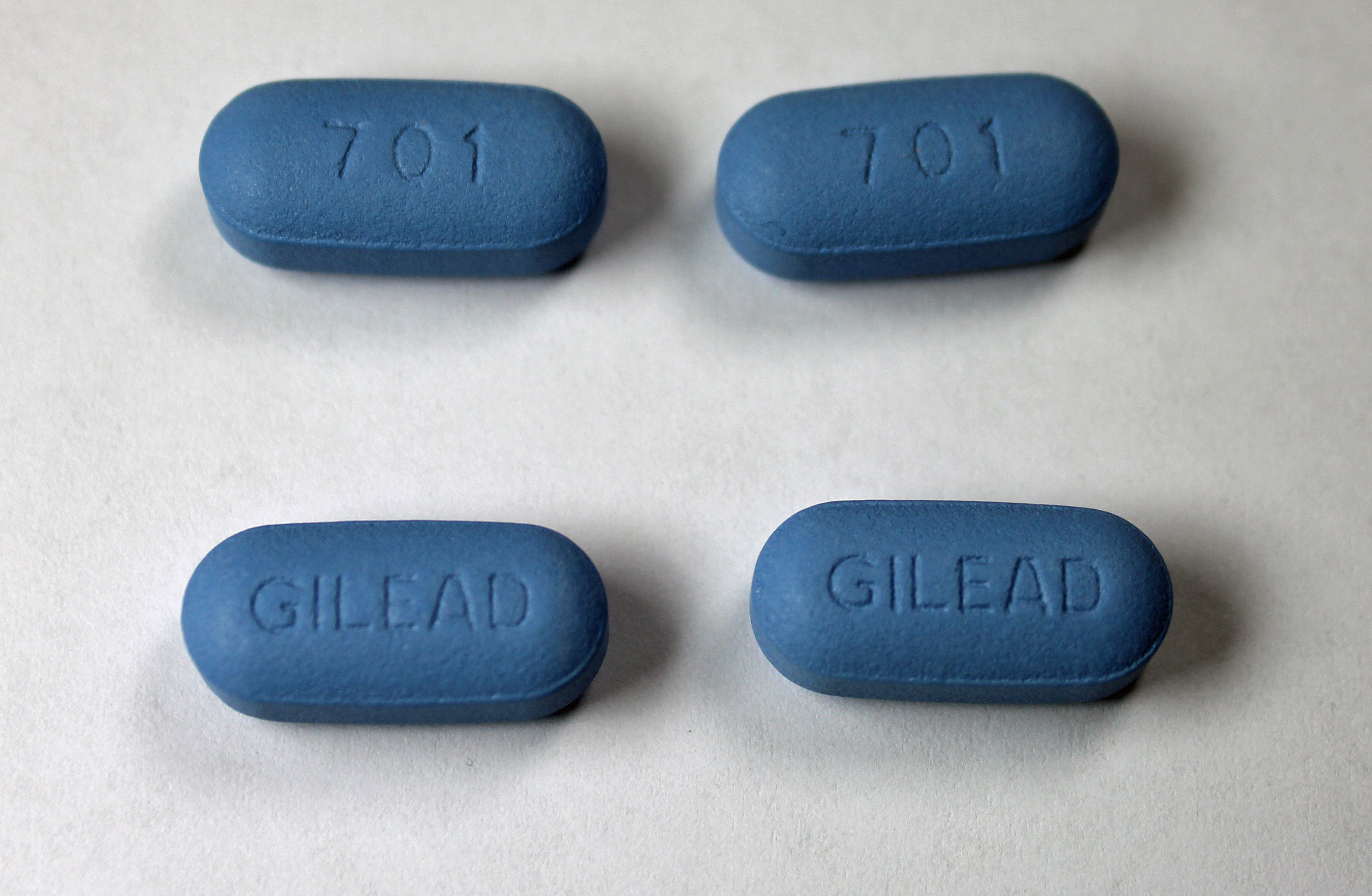
برخی از قرص‌های ترووادا.

اداره مواد غذائی و داروئی ایالات متحده آمریکا در ۱۶ ژوئیه ۲۰۱۲ مصرف ترووادا را برای جلوگیری از آلودگی به ویروس اچ‌آی‌وی تایید کرده‌اند. ترووادا که توسط شرکت گیلیاد ساینسس در کالیفرنیا ساخته شده در سال ۲۰۰۴ برای استفاده در کنار سایر داروهای ضدویروسی توسط بیماران آلوده به اچ آی وی مورد تایید قرار گرفته بود.